# Tørtid
Tørtiden eller den tørre periode er den periode eller årstid i subtroperne og troperne, hvor det enten slet ikke regner eller regner ganske lidt.
Lige som det er tilfældet med regntiden falder denne periode en til to gange om året.
- Wikimedia Commons har flere filer relateret til Tørtid

| Artikelstump | Spire Denne meteorologi eller vejr-relaterede artikel er en spire som bør udbygges. Du er velkommen til at hjælpe Wikipedia ved at udvide den. |